# Vicariato apostólico

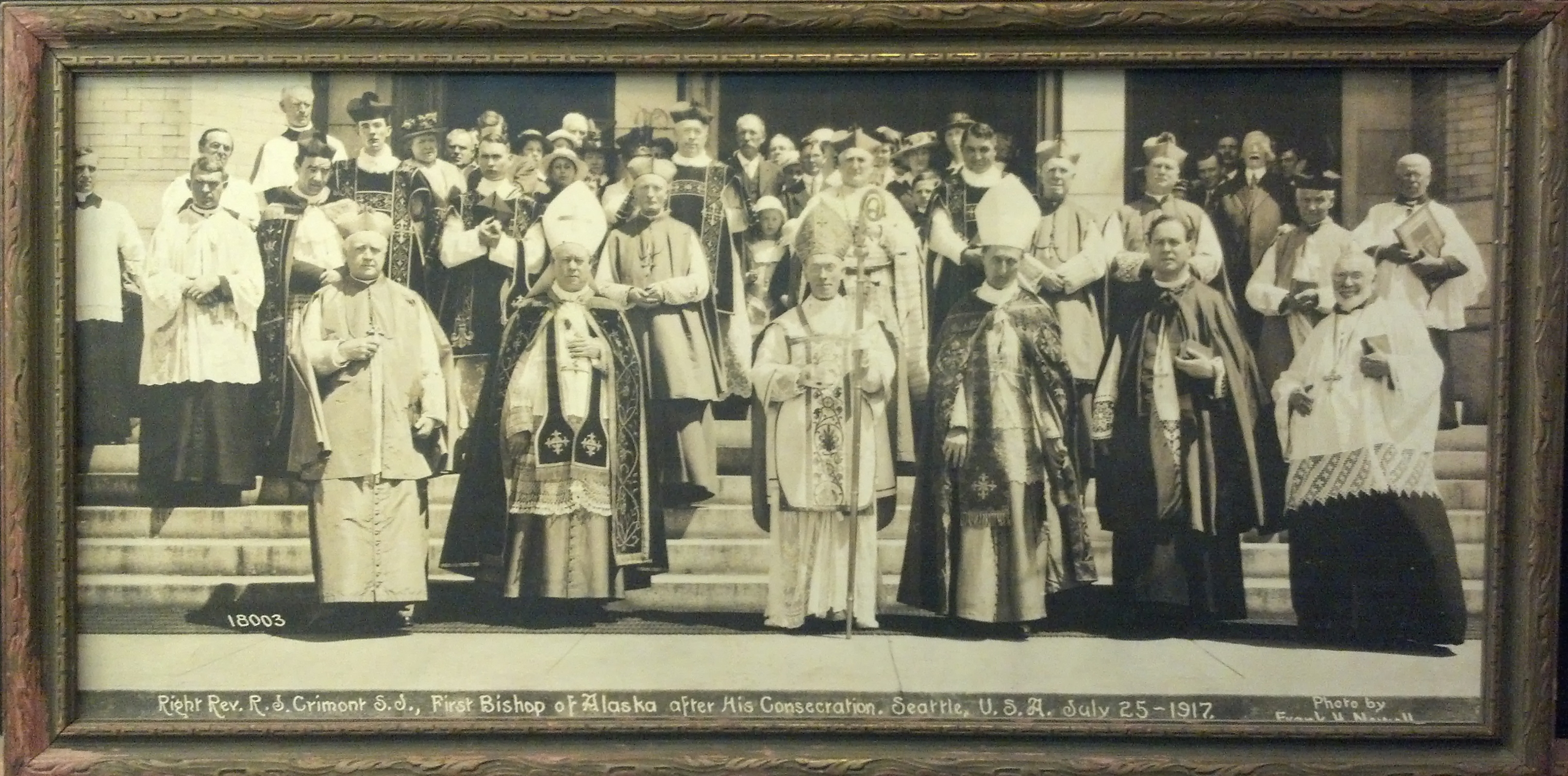
El reverendo Crimont habría sido obispo del vicariato apostólico de Alaska, que para el 2014 estaba reconstituido en tres arquidiócesis.

El vicariato apostólico es un tipo de jurisdicción territorial de la Iglesia católica establecida en regiones de misión que aún no se han constituido en diócesis. Es por tanto de naturaleza provisional, aunque puede durar de forma indeterminada, pero el objetivo último es que la región genere el suficiente número de católicos y la suficiente estabilidad para que la Santa Sede lo convierta en diócesis. 

Canon 371-1: el vicariato apostólico o la prefectura apostólica es una determinada porción del pueblo de Dios que, por circunstancias peculiares, aún no se ha constituido como diócesis, y se encomienda a la atención pastoral de un Vicario apostólico o de un Prefecto apostólico para que las rijan en nombre del Sumo Pontífice.

## Funcionamiento
El vicariato apostólico es dirigido por un vicario apostólico, que si es obispo tiene el título de una sede titular. Aunque ese territorio puede ser clasificado como Iglesia particular, según el canon 371.1 del Código de Derecho Canónico, la jurisdicción de un vicario apostólico es un ejercicio vicario de la jurisdicción del papa, es decir, que el territorio está directamente bajo el papa como "obispo universal", y este ejerce su autoridad a través de un vicario o delegado. En esto difiere de un obispo diocesano, que deriva su jurisdicción directamente de su puesto.
Como cualquier otra jurisdicción territorial eclesiástica, un vicariato apostólico puede ser administrado por el obispo de una diócesis vecina e incluso por un sacerdote nombrado temporalmente administrador apostólico. Como en cualquier diócesis completamente desarrollada, el vicario apostólico puede nombrar sacerdotes como vicarios para que ejerzan jurisdicción limitada sobre el vicariato apostólico.
Hay que distinguir el vicariato apostólico de la prefectura apostólica, un tipo similar de territorio bajo la dirección de un prefecto apostólico (que es un sacerdote), que aún no está lo bastante organizado para ser siquiera un vicariato apostólico. También existe la misión pura y simple, bajo un superior. La secuencia de desarrollo normal es de misión a prefectura apostólica, a vicariato apostólico y, finalmente, a diócesis postmisionera.
También debe distinguirse de una prelatura territorial y una abadía territorial: un área que aun no siendo una diócesis, se asimila a ella y se encuentra bajo la dirección del abad de un monasterio o de un prelado.

## Vicariatos apostólicos
De los 81 vicariatos apostólicos existentes en febrero de 2023, casi la mitad se encuentra en América Latina, uno en Grecia, uno en la parte europea de Turquía y el resto repartido a partes iguales entre África y Asia.

### América Central
En América Central, existen 3 vicariatos apostólicos en 2 países:
- Vicariato apostólico de Darién, en Panamá.
- Vicariato apostólico de El Petén, en Guatemala.
- Vicariato apostólico de Izabal, en Guatemala.

### América del Sur
En América del Sur, existen 37 vicariatos apostólicos, repartidos en 7 países:
- En Bolivia:
  - Vicariato apostólico de Camiri
  - Vicariato apostólico de El Beni
  - Vicariato apostólico de Ñuflo de Chávez
  - Vicariato apostólico de Pando
  - Vicariato apostólico de Reyes
- En Chile:
  - Vicariato apostólico de Aysén
- En Colombia:
  - Vicariato apostólico de Guapí
  - Vicariato apostólico de Inírida
  - Vicariato apostólico de Leticia
  - Vicariato apostólico de Mitú
  - Vicariato apostólico de Puerto Carreño
  - Vicariato apostólico de Puerto Gaitán
  - Vicariato apostólico de Puerto Leguízamo-Solano
  - Vicariato apostólico de San Andrés y Providencia
  - Vicariato apostólico de Tierradentro
  - Vicariato apostólico de Trinidad
- En Ecuador:
  - Vicariato apostólico de Aguarico
  - Vicariato apostólico de Esmeraldas
  - Vicariato apostólico de Galápagos
  - Vicariato apostólico de Méndez
  - Vicariato apostólico de Napo
  - Vicariato apostólico de Puyo
  - Vicariato apostólico de San Miguel de Sucumbíos
  - Vicariato apostólico de Zamora
- En Paraguay:
  - Vicariato apostólico del Chaco Paraguayo
  - Vicariato apostólico del Pilcomayo
- En Perú:
  - Vicariato apostólico de Iquitos
  - Vicariato apostólico de Pucallpa
  - Vicariato apostólico de Puerto Maldonado
  - Vicariato apostólico de Requena
  - Vicariato apostólico de San Francisco Javier
  - Vicariato apostólico de San José del Amazonas
  - Vicariato apostólico de San Ramón
  - Vicariato apostólico de Yurimaguas
- En Venezuela:
  - Vicariato apostólico de Caroní
  - Vicariato apostólico de Puerto Ayacucho
  - Vicariato apostólico de Tucupita

### África
En África, existen 19 vicariatos apostólicos:
- En Etiopía:
  - Vicariato apostólico de Hawassa
  - Vicariato apostólico de Gambela
  - Vicariato apostólico de Harar
  - Vicariato apostólico de Hosanna
  - Vicariato apostólico de Jima-Bonga
  - Vicariato apostólico de Meki
  - Vicariato apostólico de Nekemte
  - Vicariato apostólico de Sodo
- En el norte de África:
  - Vicariato apostólico de Alejandría de Egipto, en Egipto
  - Vicariato apostólico de Bengasi, en Libia
  - Vicariato apostólico de Derna, en Libia
  - Vicariato apostólico de Trípoli, en Libia
- En el resto de África:
  - Vicariato apostólico de las Islas Comoras, en las Comoras y Mayotte
  - Vicariato apostólico de Donkorkrom, en Ghana
  - Vicariato apostólico de Ingwavuma, en Sudáfrica
  - Vicariato apostólico de Makokou, en Gabón
  - Vicariato apostólico de Mongo, en Chad
  - Vicariato apostólico de Rodrigues, en Mauricio
  - Vicariato apostólico de Rundu, sufragáneo de la arquidiócesis de Windhoek, en Namibia

### Europa
En Europa, existen 2 vicariatos apostólicos.
- Vicariato apostólico de Tesalónica, en Grecia
- Vicariato apostólico de Estambul, en Turquía

### Asia
En Asia, existen 20 vicariatos apostólicos: 
- En Filipinas:
  - Vicariato apostólico de Bóntoc-Lagawe
  - Vicariato apostólico de Calapán
  - Vicariato apostólico de Joló
  - Vicariato apostólico de Puerto Princesa
  - Vicariato apostólico de San José en Mindoro
  - Vicariato apostólico de Tabuk
  - Vicariato apostólico de Taytay
- En Asia Occidental:
  - Vicariato apostólico de Alepo, en Siria
  - Vicariato apostólico de Anatolia, en Turquía
  - Vicariato apostólico de Arabia del Norte, en Arabia Saudita, Baréin, Kuwait y Catar
  - Vicariato apostólico de Arabia del Sur, en Emiratos Árabes Unidos, Omán y Yemen
  - Vicariato apostólico de Beirut, en el Líbano
- En Laos:
  - Vicariato apostólico de Luang Prabang
  - Vicariato apostólico de Paksé
  - Vicariato apostólico de Savannakhet
  - Vicariato apostólico de Vientián
- En el resto de Asia:
  - Vicariato apostólico de Brunéi, en Brunéi
  - Vicariato apostólico de Nepal, en Nepal
  - Vicariato apostólico de Nom Pen, en Camboya
  - Vicariato apostólico de Quetta, en Pakistán